# جوزيف-ادمون روبرت
جوزيف-ادمون روبرت هو سياسي كندي، ولد في 16 نوفمبر 1864، وتوفي في 26 فبراير 1949. نشط حزبياً في حزب كيبيك الليبرالي. وقد انتخب عضو الجمعية الوطنية في كيبك ‏.